# Combretum decandrum
Combretum decandrum là một loài thực vật có hoa trong họ Trâm bầu. Loài này được Jacq. mô tả khoa học đầu tiên năm 1760.